# Teenage Dream (single)
Teenage Dream is een single van popzangeres Katy Perry. Het is de tweede single van haar gelijknamige album. Net als "California Gurls" is het tot Alarmschijf benoemd. De single kon "California Gurls" niet overtreffen maar wist toch de top-5 te bereiken in de Nederlandse Top 40.

## Videoclip
In het begin van de clip zitten Perry en andere mannen in een auto. In het tweede couplet is Perry te zien in haar bh en onderbroek. Ook ziet men Perry met een man op bed hevig zoenen. Het laatste refrein is met een hele groep mensen die staat te springen en te dansen. De clip eindigt met Perry en de man die in het zwembad springen en daar zoenen.

## Hitnoteringen

### Nederlandse Top 40
| Hitnotering: 14-08-2010 t/m 27-11-2010 | Hitnotering: 14-08-2010 t/m 27-11-2010 | Hitnotering: 14-08-2010 t/m 27-11-2010 | Hitnotering: 14-08-2010 t/m 27-11-2010 | Hitnotering: 14-08-2010 t/m 27-11-2010 | Hitnotering: 14-08-2010 t/m 27-11-2010 | Hitnotering: 14-08-2010 t/m 27-11-2010 | Hitnotering: 14-08-2010 t/m 27-11-2010 | Hitnotering: 14-08-2010 t/m 27-11-2010 | Hitnotering: 14-08-2010 t/m 27-11-2010 | Hitnotering: 14-08-2010 t/m 27-11-2010 | Hitnotering: 14-08-2010 t/m 27-11-2010 | Hitnotering: 14-08-2010 t/m 27-11-2010 | Hitnotering: 14-08-2010 t/m 27-11-2010 | Hitnotering: 14-08-2010 t/m 27-11-2010 | Hitnotering: 14-08-2010 t/m 27-11-2010 | Hitnotering: 14-08-2010 t/m 27-11-2010 | Hitnotering: 14-08-2010 t/m 27-11-2010 |
| Week:                                  | 1                                      | 2                                      | 3                                      | 4                                      | 5                                      | 6                                      | 7                                      | 8                                      | 9                                      | 10                                     | 11                                     | 12                                     | 13                                     | 14                                     | 15                                     | 16                                     |                                        |
| -------------------------------------- | -------------------------------------- | -------------------------------------- | -------------------------------------- | -------------------------------------- | -------------------------------------- | -------------------------------------- | -------------------------------------- | -------------------------------------- | -------------------------------------- | -------------------------------------- | -------------------------------------- | -------------------------------------- | -------------------------------------- | -------------------------------------- | -------------------------------------- | -------------------------------------- | -------------------------------------- |
| Positie:                               | 26                                     | 21                                     | 16                                     | 13                                     | 12                                     | 10                                     | 6                                      | 4                                      | 5                                      | 5                                      | 8                                      | 13                                     | 18                                     | 19                                     | 27                                     | 38                                     | uit                                    |

### NederlandseSingle Top 100
| Hitnotering: 07-08-2010 t/m 27-11-2010 | Hitnotering: 07-08-2010 t/m 27-11-2010 | Hitnotering: 07-08-2010 t/m 27-11-2010 | Hitnotering: 07-08-2010 t/m 27-11-2010 | Hitnotering: 07-08-2010 t/m 27-11-2010 | Hitnotering: 07-08-2010 t/m 27-11-2010 | Hitnotering: 07-08-2010 t/m 27-11-2010 | Hitnotering: 07-08-2010 t/m 27-11-2010 | Hitnotering: 07-08-2010 t/m 27-11-2010 | Hitnotering: 07-08-2010 t/m 27-11-2010 | Hitnotering: 07-08-2010 t/m 27-11-2010 | Hitnotering: 07-08-2010 t/m 27-11-2010 | Hitnotering: 07-08-2010 t/m 27-11-2010 | Hitnotering: 07-08-2010 t/m 27-11-2010 | Hitnotering: 07-08-2010 t/m 27-11-2010 | Hitnotering: 07-08-2010 t/m 27-11-2010 | Hitnotering: 07-08-2010 t/m 27-11-2010 | Hitnotering: 07-08-2010 t/m 27-11-2010 | Hitnotering: 07-08-2010 t/m 27-11-2010 |
| Week:                                  | 1                                      | 2                                      | 3                                      | 4                                      | 5                                      | 6                                      | 7                                      | 8                                      | 9                                      | 10                                     | 11                                     | 12                                     | 13                                     | 14                                     | 15                                     | 16                                     | 17                                     |                                        |
| -------------------------------------- | -------------------------------------- | -------------------------------------- | -------------------------------------- | -------------------------------------- | -------------------------------------- | -------------------------------------- | -------------------------------------- | -------------------------------------- | -------------------------------------- | -------------------------------------- | -------------------------------------- | -------------------------------------- | -------------------------------------- | -------------------------------------- | -------------------------------------- | -------------------------------------- | -------------------------------------- | -------------------------------------- |
| Positie:                               | 44                                     | 48                                     | 55                                     | 48                                     | 19                                     | 17                                     | 19                                     | 23                                     | 21                                     | 22                                     | 31                                     | 42                                     | 40                                     | 51                                     | 53                                     | 77                                     | 78                                     | uit                                    |

### VlaamseUltratop 50
| Hitnotering: 04-09-2010 t/m 27-11-2010 | Hitnotering: 04-09-2010 t/m 27-11-2010 | Hitnotering: 04-09-2010 t/m 27-11-2010 | Hitnotering: 04-09-2010 t/m 27-11-2010 | Hitnotering: 04-09-2010 t/m 27-11-2010 | Hitnotering: 04-09-2010 t/m 27-11-2010 | Hitnotering: 04-09-2010 t/m 27-11-2010 | Hitnotering: 04-09-2010 t/m 27-11-2010 | Hitnotering: 04-09-2010 t/m 27-11-2010 | Hitnotering: 04-09-2010 t/m 27-11-2010 | Hitnotering: 04-09-2010 t/m 27-11-2010 | Hitnotering: 04-09-2010 t/m 27-11-2010 | Hitnotering: 04-09-2010 t/m 27-11-2010 | Hitnotering: 04-09-2010 t/m 27-11-2010 | Hitnotering: 04-09-2010 t/m 27-11-2010 |
| Week:                                  | 1                                      | 2                                      | 3                                      | 4                                      | 5                                      | 6                                      | 7                                      | 8                                      | 9                                      | 10                                     | 11                                     | 12                                     | 13                                     |                                        |
| -------------------------------------- | -------------------------------------- | -------------------------------------- | -------------------------------------- | -------------------------------------- | -------------------------------------- | -------------------------------------- | -------------------------------------- | -------------------------------------- | -------------------------------------- | -------------------------------------- | -------------------------------------- | -------------------------------------- | -------------------------------------- | -------------------------------------- |
| Positie:                               | 40                                     | 14                                     | 16                                     | 20                                     | 28                                     | 30                                     | 26                                     | 29                                     | 35                                     | 27                                     | 31                                     | 33                                     | 49                                     | uit                                    |